# 1277
1277. је била проста година.

## Догађаји
- 19. март – Византијско-млетачки споразум: Цар Михаило VIII Палеолог закључује споразум са Млетачком републиком. Утврђује двогодишње примирје и обнавља млетачке трговачке привилегије у Византијском царству. Михаило спречава Млечане и њихову флоту да учествују у покушајима Карла I, краља Сицилије, да организује антивизантијски крсташки рат, док Млечани могу задржати приступ византијском тржишту.
- Лето – Ивајлов устанак: Устанак под Ивајлом избија у североисточној Бугарској против неуспеха цара Константина Асена Тиха да се носи са сталним монголским инвазијама које годинама разарају земљу. Ивајло се суочава са пљачкашким Монголима и побеђује их, а до јесени сви Монголи су протерани са бугарске територије. Заузврат, Константин окупља малу војску и безуспешно покушава да угуши побуну, али и сам бива убијен у бици.
- Битка код Фарсала: Михаило VIII шаље византијску експедициону војску под командом Јована Синадина да нападне Тесалију. Византинци су из заседе поражени од стране грчких снага под командом Јована I Дуке, латинског владара Тесалије, близу Фарсала. Током битке, Синадин је заробљен, а Михаило Кабалариос, командант латинских плаћеника, убрзо након тога умире од последица задобијених рана.
- 21. јануар – Битка код Дезија: Ломбардијске снаге под командом надбискупа Отона Висконтија побеђују трупе породице Дела Торе за власт над Миланом. Касније, Отон тријумфално улази у град и затвара Наполеона дела Тореа у замку Барадело у Кому.
- Фебруар – Војвода од Вроцлава Хенри IV Проб је отет са свог имања у Јелчу и премештен у Легницу од стране Болеслава II Ћелавог.
- Март – Сигер од Брабанта, холандски учитељ и филозоф, осуђен је од стране француске инквизиције због заступања авероистичке доктрине да је разум одвојен од хришћанске вере.
- 18. март – Карло I Анжујски, купује титулу над Јерусалимским краљевством од Марије Антиохијске за 1.000 безаната и годишњу исплату од 4.000 турских ливри.
- 12. мај – Мехмет I од Карамана, селџучки везир, издаје ферман (указ) којим се наређује употреба турског језика, уместо арапског или персијског у владиним канцеларијама.
- Август – Маринидске снаге предвођене султаном Абу Јусуфом прелазе Гибралтарски мореуз и марширају на север, пустошећи округе Херез де ла Фронтера, Севиља и Кордоба.
- 10. новембар – Аберконвијски споразум: Принц Ливелин ап Грифид и краљ Едвард I од Енглеске потписују мировни споразум којим Ливелину остаје само западни део Гвинеда.
- Роџер Бејкон, фрањевачки фратар и предавач на Универзитету у Оксфорду, ухапшен је због ширења антицрквених ставова; конкретно, став Цркве о грчком филозофу Галену.
- 15. април – Битка код Елбистана: Мамелучка војска (око 14.000 људи) под командом султана Бајбарса маршира из Сирије у монголски доминирани Султанат Рум и напада монголске окупационе снаге код Елбистана. Бајбарс, са најмање 10.000 коњаника, поражава и надјачава монголске снаге. Након битке, он без отпора маршира до Кајсерија у срцу Анадолије у тријумфу и улази у град 23. априла.
- Битка код Нгасаунгјана: Бурманска војска (око 80.000 људи) предвођена краљем Наратихапатеом (или Ситуом IV) напада монголску територију у Јунану. Инвазију одбијају монголске снаге, које изводе контранапад, стижући на југ до тврђаве Каунгсин („Златни зуби“), која чува превој Бамо у северном Мјанмару. Касније, Бурманско паганско царство почиње да се распада након неколико монголских инвазија под Кублај-каном.
- Миграција (јужне) династије Сунг: Око 50.000 грађана династије Сунг у Кини постају први забележени становници Макаа, тражећи уточиште од инвазионих војски династије Јуан. Такође се кратко задржавају у (Новом) Коулуну.
- У Јапану је завршен камени зид од 20 километара који брани обалу залива Хаката код Фукуоке на острву Кјушу; изграђен је као одговор на покушај монголске инвазије династије Јуан на Јапан 1274. године.
- 7. март – Осуда 1277: Папа Јован XXI налаже Етјену Темпјеу, париском бискупу, да истражи жалбе теолога у Француској. Наредбом 219, предлози филозофских и теолошких доктрина попут авероизма су забрањени за расправу на Универзитету у Паризу, према декрету који је објавио Темпје.
- Април – Папа Јован XXI шаље папско посланство у Цариград да присили Михаила VIII Палеолога, његовог 18-годишњег сина и наследника Андроника и патријарха Јована XI Бека да прихвате Лионску унију у палати Влахерне. Михаило одбија да прихвати верску унију Православне цркве са Римом.
- 20. мај – Папа Јован XXI умире након 8-месечног понтификата у Витербу. Наследио га је папа Никола III као 188. папа Католичке цркве (до 1280. године).

## Смрти
- Бајбарс

- Папа Јован XXI

- Константин I Асен Тих

- Мухамед I ел Мустаншир

- El Navavi

- Јоаким Пектар

- Стефан Урош I

- Филип од Сицилије